# 新田ゼラチン
新田ゼラチン株式会社（にったゼラチン、英: Nitta Gelatin Inc.）は、大阪府大阪市浪速区に本店、大阪府八尾市に本社を置く化学メーカー。

## 概要
ゼラチン製造で日本1位、世界4位のシェアを誇る。
当社グループは子会社12社及び関連会社3社で構成される。
事業内容はコラーゲン事業であり、フードソリューション（食品用ゼラチン等）、ヘルスサポート（コラーゲンペプチド）、スペシャリティーズ（接着剤、工業用ゼラチン等）を手掛ける。

## 沿革
- 1885年（明治18年）3月 - 創業者新田長次郎が製革業を始める。
- 1909年（明治42年）6月 - 「合資会社新田帯革製造所」を設立。
- 1945年（昭和20年）2月 - 「合資会社新田帯革製造所」の事業を分割し、「株式会社新田帯革製造所」（現ニッタ）、「新田護謨工業株式会社」（現新田ゴム工業）及び新田膠質工業株式会社（当社）を設立。
- 1960年（昭和35年）4月 - 商号を新田ゼラチン株式会社に変更。
- 2011年（平成23年）12月 - 東京証券取引所市場第二部に株式上場。
- 2012年（平成24年）12月 - 東京証券取引所市場第一部銘柄に指定。
- 2023年（令和5年）10月 - 東京証券取引所スタンダード市場へ市場変更[6]。

## 事業所
- 本社・大阪工場 - 大阪府八尾市二俣2-22
- 東京支店 - 東京都中央区日本橋本町2-8-12
- 大阪支店（登記上の本店） - 大阪市浪速区桜川4-4-26